# Högni
Högni fue un caudillo vikingo, príncipe de Dinamarca e hijo del rey Halfdan a finales del siglo IX e inicios del siglo X. Su vida aparece detallada en forma de historia corta en Sörla þáttr, una de las sagas legendarias que procede de una versión extendida de Óláfs saga Tryggvasonar y que aparece en Flateyjarbók.
Högni y su hermano Hákon, eran valerosos guerreros que dedicaban su tiempo a expediciones en el mar Báltico; en una de esas expediciones se enfrentan al vikingo Sörli, quien había matado al padre de ambos para robar un drakkar real. En la batalla muchos mueren, entre ellos Hákon, Sævar (lugarteniente de Sörli) y Erlingr (padre de Sórli) y finalmente el mismo Sörli acaba malherido. No obstante, Högni sana a Sörli y accede a ser su hermano de armas.
A la muerte de Sörli en el este, se dirigió hacia allí donde había un rey en Serkland llamado Hjarandi; su hijo se llamaba Hedinn que era un rey del mar y muy hábil en sus incursiones en el Mediterráneo donde veinte reyes le pagaban tributo. Un día Heddin encontró a una hermosa mujer que se hacía llamar Göndul y le habló de Högni, hasta el punto de querer medir sus fuerzas con el nórdico. Hedinn tomó 300 hombres y navegó verano e invierno hasta llegar en primavera a Dinamarca.  
Högni y Heddin se encontraron, midieron sus fuerzas y se hicieron hermanos. Heddin era soltero, así que Högni le casó con su hija Hildr, que también era hija de Hervör, descendiente de Hjörvard, hijo de Heidrek Ulfham. Hedinn volvió a ver a Göndul quien le preguntó por lo que había pasado desde la última vez, y tras conocer los hechos le dio una poción mágica y le dijo que aplastase con la proa de su barco a la madre de Hildr y secuestrase a la hija. Así lo hizo y fue a ver a Göndul de nuevo, quien le dio un cuerno para beber y Högni cayó en un profundo sueño. En su sueño, Göndul le dice que Högni y sus hombres están bajo sortilegio por deseos de Odín.
Högni persiguió a Hedinn hasta darle alcance en una isla llamada Hoy. Hedinn le ofreció devolverle todo y regresar a Serkland para no regresar jamás, pero Högni le dijo que nada podía compensar la traición que había cometido. Ambos ejércitos estuvieron enfrentados durante 143 años bajo el influjo del sortilegio de Göndul, hasta la llegada de Olaf Tryggvason que impuso el Cristianismo y acabó con la maldición.
Según la saga, Högni fue un temible guerrero que usaba un casco con el ægishjálmr que infundaba terror en todos sus adversarios.